# Godesberger TV
Der Godesberger Turnverein 1888 e.V. ist ein deutscher Sportverein mit Sitz im Stadtbezirk Bad Godesberg der nordrhein-westfälischen Stadt Bonn.

## Geschichte
Der Verein wurde am 21. Januar 1888 gegründet. Im Jahre 1911 spalteten sich die Abteilungen für Schwimmen und Rudern als Wassersportverein Godesberg 09/11 vom Godesberger TV ab.

### Volleyball

#### Frauen
Die erste Mannschaft gehörte in der Saison 1976/77 zu einer der Gründungsmannschaften in der neuen 2. Bundesliga. Im Anschluss an diese Spielzeit platzierte sich die Mannschaft in der Nord-Staffel auf dem sechsten Platz und konnte somit die Klasse halten. In der Runde 1978/79 gelang schließlich mit 28:8 Punkten der zweite Platz und damit der Aufstieg in die erste Bundesliga. Am Ende der Hauptrunde der Saison 1979/80 landete das Team mit 6:22 Punkten hier auf dem siebten Platz und nahm somit an der Abstiegsrunde teil, wo man sich mit am Ende 10:24 Punkten schlussendlich über den sechsten Platz noch vor dem Abstieg retten konnte. Die Folgesaison endete dann wiederum mit 8:28 Punkten auf dem achten Platz, was aber diesmal aber auch für den Klassenerhalt reichte. Diese Platzierung konnte dann nach der Spielzeit 1981/82 mit dem siebten Platz und 29:39 Punkten sogar noch ausgebaut werden. Die wohl beste Saison bestritt die Mannschaft dann aber in der Runde 1982/83 als man mit 18:18 Punkten auf dem vierten Platz landete. Nach der Saison 1983/84 erreichte die Mannschaft noch einmal mit 8:28 Punkten zwar den achten Platz und damit den Klassenerhalt, zog sich jedoch trotzdem freiwillig zurück.

#### Männer
Die erste Mannschaft stieg zur Saison 1983/84 aus der Regionalliga in die 2. Bundesliga Nord auf. Am Ende der Spielzeit platzierte sich die Mannschaft mit 14:22 Punkten auf dem siebten Platz und hielt somit eigentlich die Klasse, zog sich zur nächsten Saison aber trotzdem zurück.

### Basketball
Die Basketballabteilung wurde im Jahre 1969 gegründet. Die Männermannschaft stieg im Jahre 1988 in die 2. Bundesliga Nord und zwei Jahre später in die Bundesliga auf. Der Klassenerhalt wurde in der Saison 1990/91 um Längen verpasst. Im Sommer 1992 bildeten die Basketballer des Godesberger TV zusammen mit denen des SC Fortuna Bonn die Basketballgemeinschaft Bonn 92. Ein Jahr später wurde das Startrecht in der 2. Bundesliga Nord auf den Verein Post SV Telekom Bonn übertragen. Im April 1995 trat die Mannschaft als Telekom Baskets Bonn auf.

### Handball
Die Handballerinnen stiegen 1995 in die seinerzeit drittklassige Regionalliga West auf. In der Saison 1999/2000 erreichten die Godesbergerinnen den vierten Platz in der Südgruppe und qualifizierten sich für die eingleisige Regionalliga West. Zwei Jahre später stieg die Mannschaft in die Oberliga ab.

#### Bonner Jugendspielgemeinschaft (Bonner JSG)
Zur Handballsaison 2021/22 gründeten die Bonner Handballvereine TSV Bonn rrh., Godesberger TV, HSG Geislar-Oberkassel und Poppelsdorfer HV die Bonner Jugendspielgemeinschaft (Bonner JSG). Ziel war es, die männlichen Nachwuchsmannschaften in Bonn nachhaltig zu stärken und den jungen Talenten eine Alternative zum Abwandern in die Nachwuchsakademien der Bundesligavereine zu bieten. Angeboten wurde eine Bandbreite vom Breitensport bis zum Leistungssport in allen Altersklassen. Die U19 qualifizierte sich in der Saison 2023/24 erstmals für die Jugendhandballbundesliga JBLH.

## Persönlichkeiten
- Frank Gaw
- Bernd Kater
- Arvid Kramer
- Zeddie Locke
- Rolf Mayr
- Martin Otto
- Karsten Schul
- Michael Wichterich
- Grete Winkels